# Thomas Mather
Thomas "Tom" Mather (Chorley, 1888 – Stoke-on-Trent, 1957), va ser un entrenador de futbol anglès, conegut principalment per haver entrenat diversos equips de la lliga anglesa com ara el Bolton Wanderers, el Leicester City, el Newcastle United, l'Stoke City i el Southend United.

## Biografia
Mather havia estat secretari assistent tant del Manchester City com del Bolton Wanderers abans de fer-se càrrec del Bolton, a principis de la Primera Guerra Mundial, quedant-se a l'equip fins que fou cridat a files, concretament a la Royal Navy, el 1915. Fins al final de la guerra seria l'entrenador, de nom, mentre el seu assistent, Charles Foweraker, s'encarregava del treball diari. El juliol de 1919 Foweraker s'ocupà oficialment del càrrec d'entrenador. Després de l'exèrcit Mather va marxar al Southend United a títol de secretari-entrenador. Allí hi va passar tres anys, abans de fitxar per l'Stoke City, l'octubre de 1923. L'equip acabava de perdre la categoria, a més de veure com Jock Rutherford, que només portava quatre setmanes al càrrec de l'equip, abandonava l'entitat. La primera temporada de Mather al capdavant de l'Stoke va acabar amb el club en 6a posició, fet que va provocar que Mather fes marxar diversos integrants de l'equip. Aquest fet va provocar que diversos dels afectats ataquessin les oficines de Victoria Ground, causant importants desperfectes en el mobiliari del club.
No obstant, el panorama de l'entitat no va millorar, fet que va suposar el descens de l'equip a la tercera divisió la temporada 1925-26. L'Stoke va realitzar una important inversió per portar nous jugadors, tàctica que li donà bons resultats, ja que només va passar una temporada a tercera, aconseguint adjudicar-se el campionat i ascendint de nou a la segona categoria anglesa. Els gols de Charlie Wilson van mostrar-se incalculables mentre l'equip intentava l'ascens a primera divisió. Mather va fer debutar a Stanley Matthews el febrer de 1932. Després d'uns quants intents fallis, l'Stoke va aconseguir l'ascens a primera divisió la temporada 1932-33. Mather va mantenir el càrrec durant dues temporades més abans que Bob McGrory el substituís, l'any 1935, quan Mather va marxar al Newcastle United. Sembla que Mather va intentar que Matthews vingués amb ell al Newcastle, però Matthews ho va rebutjar.
Al Newcastle hi va passar quatre anys, fins a l'inici de la Segona Guerra Mundial. Posteriorment passaria un any, la temporada 1945-46, entrenant al Leicester City, i després un altre any al conjunt escocès del Kilmarnock. Finalment tornaria a Stoke-on-Trent per treballar en una companyia de càtering.

## Estadístiques
| Equip            | Inici        | Final          | Estadístiques | Estadístiques | Estadístiques | Estadístiques | Estadístiques |
| Equip            | Inici        | Final          | Part.         | G             | E             | P             | % victòries   |
| ---------------- | ------------ | -------------- | ------------- | ------------- | ------------- | ------------- | ------------- |
| Southend United  | August 1920  | May 1921       | 45            | 16            | 8             | 21            | 35.56         |
| Stoke City       | October 1923 | June 1935      | 523           | 222           | 122           | 179           | 42.45         |
| Newcastle United | June 1935    | September 1939 | 179           | 78            | 32            | 69            | 43.58         |
| Total            | Total        | Total          | 747           | 316           | 162           | 269           | 42.3          |

## Palmarès
Stoke City
- Campionat de segona divisió (1): 1932-33
- Campionat de tercera divisió nord (1): 1926–27